# Chiesa di San Giovanni Battista (Blankenstein)
La chiesa cattolica di San Giovanni Battista e un edificio di interesse storico situato ad Hattingen nel distretto Blankenstein. L'altare maggiore è dedicato al patrono san Giovanni Battista.

## Storia
Nel 1227 il conte Adolf di Altena costruì il castello di Blankenstein per difendere la valle della Ruhr.
Dopo la creazione del borgo i cittadini fecero parte della parrocchia di St. Georg in Hattingen. 
Poco dopo la riforma la chiesa fu lasciata al culto cattolico fino al 1792.
La sala neoclassica e la torre orientale furono erette dal 1794 al 1801 sul sito del Municipio demolito.
Dal 1927 al 1929 l'edificio fu modificato e ampliato da Georg Mettendorf.
Dal 1971 al 1976 l'edificio fu nuovamente modificato per adattamenti liturgici.
Dal 28 novembre 2007, la chiesa di San Giovanni è una chiesa filiale della parrocchia di San Giuseppe di Welper.

## Architettura
La chiesa ha una lunghezza totale di 30 metri, dopo l'ampliamento del 1929 dai 23 metri originari. 
La facciata è costruita con uno stile semplice in arenaria proveniente dalla Ruhr. La torre centrale è formata da arenaria levigata, a differenza delle altre parti e domina con la facciata occidentale la piccola piazzetta del mercato sulla quale si affaccia.
Inizialmente sulla facciata principale era stato previsto un dipinto.
La struttura che delimita la porta principale sulla torre centrale, formata da un arco sorretto da colonne e architrave, così come la finestra al di sopra sono composte anch'esse di arenaria.
All'interno della chiesa sono presenti opere d'arte di tutte le epoche, dal Barocco al presente, a causa dei vari rimaneggiamenti che ha subito la struttura.